# Paka Antúnez

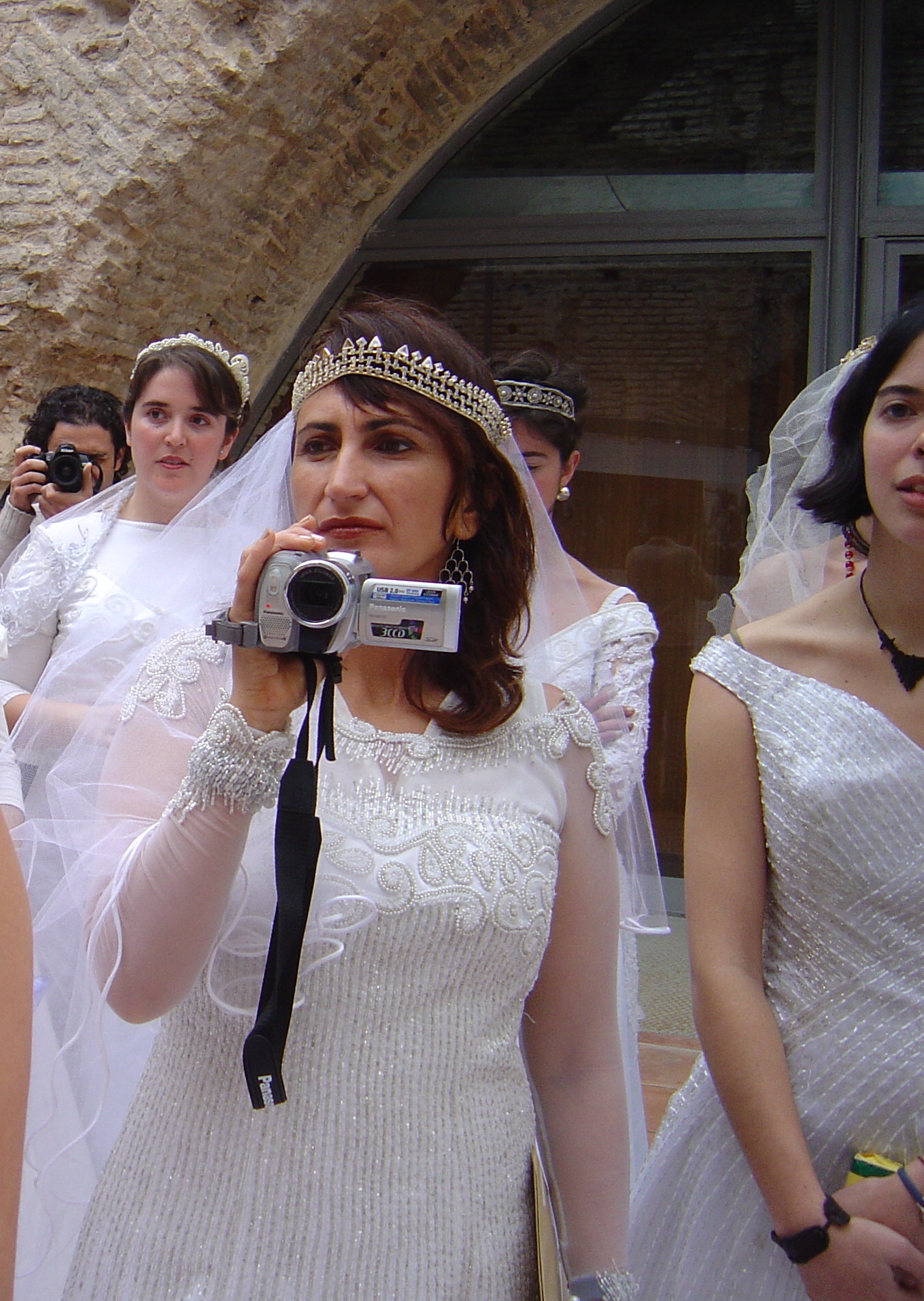
Participando en la performance Memoria de afecto de Beth Moises en Sevilla en 2005.

Francisca Antúnez Cuesta (Fernán-Núñez, Córdoba, 11 de agosto de 1961) conocida como Paka Antúnez es una artista española feminista afincada en Sevilla cuyos trabajos incorporan la psicología y algunas terapias alternativas en sus performances, instalaciones y vídeos, usando el Arte y la creatividad como vehículo de crecimiento personal.

## Trayectoria profesional
Licenciada en Bellas Artes por la Facultad de Bellas Artes de Sevilla en el año 1995, Master en Arteterapia por la Universidad de Huelva, previamente había estudiado Magisterio en su ciudad natal, Córdoba. Dedicada a la creación, en sus trabajos fusiona su investigación personal en el campo de la Psicología y las diversas técnicas espirituales de sanación (yoga, rebirthing y chamanismo) con diferentes técnicas en uso en el arte contemporáneo como la pintura, performance, fotografía, vídeo e instalaciones. Antúnez está convencida de que el arte tiene poderes, entre ellos el de sanación espiritual.
Una de sus aportaciones ha sido concebir la obra como un acto de psicomagia uniendo el Arte y la sanación, sobre todo la autosanación, a partir de sus conocimientos del inconsciente a través de los trabajos chamánicos en series fotográficas como “Mis partes masculina y femenina se aman”, la video-instalación “Visión”, la video-performance “Instinto y Cultura" en algunas obras como la performanance “Valor o precio” propone un acto de sanación para el público. Juan Ramón Barbancho en el año 2011 en su publicación La imagen como fábrica: fotografía contemporánea en Andalucía hace una extensa referencia a estos trabajos de Antúnez.

Con la comisaria de arte sevillana Margarita Aizpuru ha participado en numerosos proyectos comisariados por esta, tanto de exposiciones como de ciclos de vídeoarte y los Encuentros Internacionales de Arte y Género. Aizpuru incluye a Antúnez como una artista referente del feminismo de acción. Como en la exposición "La costilla maldita" en Las Palmas de Gran Canaria en el año 2005. En la Filmoteca de Andalucía en Córdoba, el año 1999, Margarita Aizpuru comisaría la exposición de Antúnez, en ella, el corazón y la electrónica son los ejes sobre los que se basa la exposición. En el catálogo la comisaria afirma sobre Antúnezː 
La coherencia a la que ha llegado tras un largo periodo de búsqueda personal y creativa, afinando y obteniendo unos resultados en los cuales la condensación de sus intereses está presente"
En el año 2007 presentó Soul retrieval en la galería Weber-Lutgen de Sevilla , consistió en una performance en la que apostaba por la diversidad sexual, la exposición además presentó seis grandes fotografías y una instalación en la que participaron los visitantes que, involuntariamente, dejaron sus huellas al entrar en la galería. En el diario El País el artículo titulado Paka Antúnez y su arte para la sanación se explica los intereses de Antúnez sobre las cualidades del arte entre otras "La sanación". En el catálogo de esta exposición el título del texto de Aizpuru la define La artista como chamana. En el año 2011 presentó la exposición The key of mystery, la muestra se exhibió de nuevo en la galería Weber-Lutgen de Sevilla, fue la prueba de la simbiosis entre arte y chamanismo en cuyo tema Antúnez trabajó desde los años noventa. además de una crítica social acerca de las consecuencias del capitalismo. 
"La crisis económica que estamos viviendo no es más que un síntoma de algo más profundo. Se trata de una crisis de conciencia que provoca enfermedades en el hombre, como la depresión o el estrés, y también en la biosfera: desastres ecológicos, cambio climático, desaparición de la biodiversidad, talas descontroladas en la selva amazónica...".

Ha continuado trabajando su obra dentro de los postulados feministas y en el año 2016 analiza el feminismo en la exposición Los relatos del poder femenino (plural) en el Museo de Bellas Artes de Córdoba presentando sus trabajos más emblemáticos como son Iris, La Zorra, El Regreso De Un Mito, La serie fotográfica Mis partes femenina y masculina se aman etc.
En el año 2020 ha participado en Sevilla, en la exposición titulada Te quiero conmemorativa de los 15 años de matrimonio igualitario en España, celebrada en el Espacio Santa Clara Colección Visible.

## Premios
- Becada por la Junta de Andalucía, 2001.
- Finalista en el concurso de escultura pública «Clara Campoamor», 2007.
- Premio Producción Iniciarte 2008.[15][16]

## Exposiciones

### Exposiciones individuales (selección)
- 2016. “Relatos de Poder, (femenino plural)”. Museo de Bellas Artes de Córdoba. Dentro de la Muestra Wallada la Omeya (Salas Esperarte).
  - Performance “El Misterio en lo femenino”. Homenaje a Julio Romero de Torres. Museo de Bellas Artes de Córdoba.
- 2011. “The key of Mystery”. Galería Weber-Lutgen, Sevilla.
- 2007. “Soul Retrieval”. Galería Weber-Lutgen, Sevilla.
  - Performance: “Ceremonia de amor por la igualdad y la diversidad sexual”. Delegación de Igualdad. Ayuntamiento de Jerez (Cádiz).
- 1999. “Latidos Electrónicos”. Filmoteca de Andalucía, Córdoba.
- 1998. “Interferencias”. Galería Cavecanen, Sevilla.[17]

### Exposiciones colectivas (selección)
- 2020. “Te quiero” 15 años de matrimonio igualitario en España. Colección Visible. Espacio Santa Clara, Sevilla.
- 2018. Arte y Naturaleza.Con Jhon K Grande. Facultad de BBAA de Sevilla. Proyección del video SUN CREATIONS.
  - Performance “FOUR WINDS”. Valdelarte. Valdelarco. Huelva.
- 2017. Exposición de la Colección Isabel Caparrós. Biblioteca Viva de Al-Andalus. Córdoba, Intervención en la mesa en torno a “Dias Impares” de Isabel G Rojo.
- 2016. Muestra de videoarte. Salas Esperarte. Wallada la Omeya. Córdoba.
  - Proyección-coloquio. Sala Schüller. Facultad de Medicina. Madrid.
  - Espacio MAV en ART-SEVILLA. Mujeres en las Artes Visuales: “el ying y el yang están dentro”.
  - Performance: “La Zorra, el regreso de un Mito”en el stand de MAV”. Sala de Exposiciones Convento de Santa Inés de Sevilla.
  - “Artistas contra el hambre”. Exposición-Subasta del Banco de alimentos de Sevilla. Fundación Cultural Cajasol.
- 2015. “Mujeres con mucho Arte”. Centro cívico “La Sirena”. Pl/ de la Alameda. Sevilla.
- 2014. New Year Brunch 2014. Performance : “La llave del Misterio”.Diputación de Sevilla*.
  - Container-ART.VALDELARTE. “Revelaciones”. Muelle de las Delicias (Frente al Costurero de la Reina).
  - La Sala de Blas. Archidona. Málaga.
- 2013. “Yo expongo en el Reina”. Performance colectiva. Museo Reina Sofía. Madrid.
  - New Year Brunch 2013. Conectando Europa. Ponencia-performance Diputación de Sevilla.
  - “Pasiones III”. Hacienda Santa Ana. Tomares. Sevilla.
  - La Sala de Blas. Archidona. Málaga.
- 2012. V Premio Ibérico de Escultura Pública. Cámara Municipal de Serpa. Portugal.
  - “Carta de Ajuste”. La Sala de Blas. Archidona (Málaga).
  - “Mujeres y Arte”. Sala de Exposiciones de la Dirección general de Turismo de la Comunidad de Madrid. Madrid.
  - JIAAP II. Jornadas Internacionales de Performance .Galería Weber- Lutgen. Sevilla .
  - “Mater- Dolorosa”. La Sala de Blas. Archidona (Málaga).
  - “Pasiones II”. Palacio de las Sirenas. (Sevilla).
- 2011. “Paisajes del Almario”. Cortijo del Alamillo. Galería Al-Xaraf. Sevilla.
  - “Pasiones I”. Cortijo del Alamillo. Galería Al-Xaraf. Sevilla
- 2010. Galería Mecánica. 14X18. Sevilla.
- 2009. “Dean Project” Gallery. NY. USA
  - IDENTIDADES. Espacio Escala. Exposición de la Colección.
  - Fundación Cajasol.* .Sevilla.
  - “La feminidad craquelada”. C.A.S. Centro de las Artes. Sevilla.*
  - Comisariado por Margarita Aizpuru.
  - Ladyfest. “Ceremonia chamánica por el respeto al poder femenino”
  - (Performance). Sala “El Cachorro”. Sevilla.
  - “La noche Blanca”.El Don Saharaui. Templo de Debod Proyecto de Fede Guzmán, Madrid.
- 2008. Sur Express. C.A.S. Centro de las Artes. Sevilla.
  - SEVILLAFOTO. Primer Festival de la Fotografía en Sevilla.
  - “La performance expandida”.* Fundación Cajasol. Sevilla
- 2007. Sur Express. «La Casa Encendida. Madrid.
  - “Ceremonia chamánica por el respeto al poder femenino” (performance).
  - awn Ardent. Galería Weber-Lutgen. Sevilla.
  - Transgresiones: Mujer Arte y género. Programa de la Filmoteca de Andalucía.
  - Finalista en el concurso de escultura pública Clara Campoamor. Ayuntamiento de Sevilla*.
  - Visionary-Film Avant-garde-cinema/Experimentalcinema. Tony Martin-S. Francisco Tape Music Center.
- 2006. “La feminidad craquelada”. Sala Alameda Principal. Centro cultural de la Diputación provincial de Málaga.
  - “La Performance Expandida”. Sala Puertanueva. Fundación provincial de Artes Plásticas «Rafael Boti.» Diputación de Córdoba.
  - Fuera de catálogo: Arte de acción en Andalucía (1990-2005). .Centro Andaluz de Arte Contemporáneo (CAAC). Sevilla.
- 2005. “La Costilla maldita”. Centro Atlántico de Arte Moderno de Canarias (CAAM). Las  Palmas de Gran Canaria.
  - Copilandia. P.o Marqués de contadero s/n. Río Guadalquivir. Muelle Torre del Oro. Sevilla.

## Obras en colecciones
- Museo de Bellas Artes de Córdoba.
- Colección Fundación Cajasol.
- Instituto Andaluz de la Mujer.[18]
- Ayuntamiento de Utrera (Sevilla).
- Museo de Santa Clara. Zafra (Badajoz)
- CNT. Sevilla.
- Escola d’Estiu Internacional de Gravat. Calella (Barcelona).